# Esteban Espinosa
Esteban Espinosa (* 19. Februar 1962) ist ein ehemaliger ecuadorianischer Radrennfahrer.

## Sportliche Laufbahn
Espinosa war Teilnehmer der Olympischen Sommerspiele 1980 in Moskau. Er startete im Bahnradsport. Der Vierer aus Ecuador kam mit Esteban Espinoza, Jhon Jarrín, Edwin Mena und Juan Palacios in der Mannschaftsverfolgung auf den 13. Platz. Das Team wurde damit Letzter des Wettbewerbs. Im 1000-Meter-Zeitfahren belegte er beim Sieg von Lothar Thoms den 16. Rang.